# Terroranschlag in Sri Lanka am Ostersonntag 2019

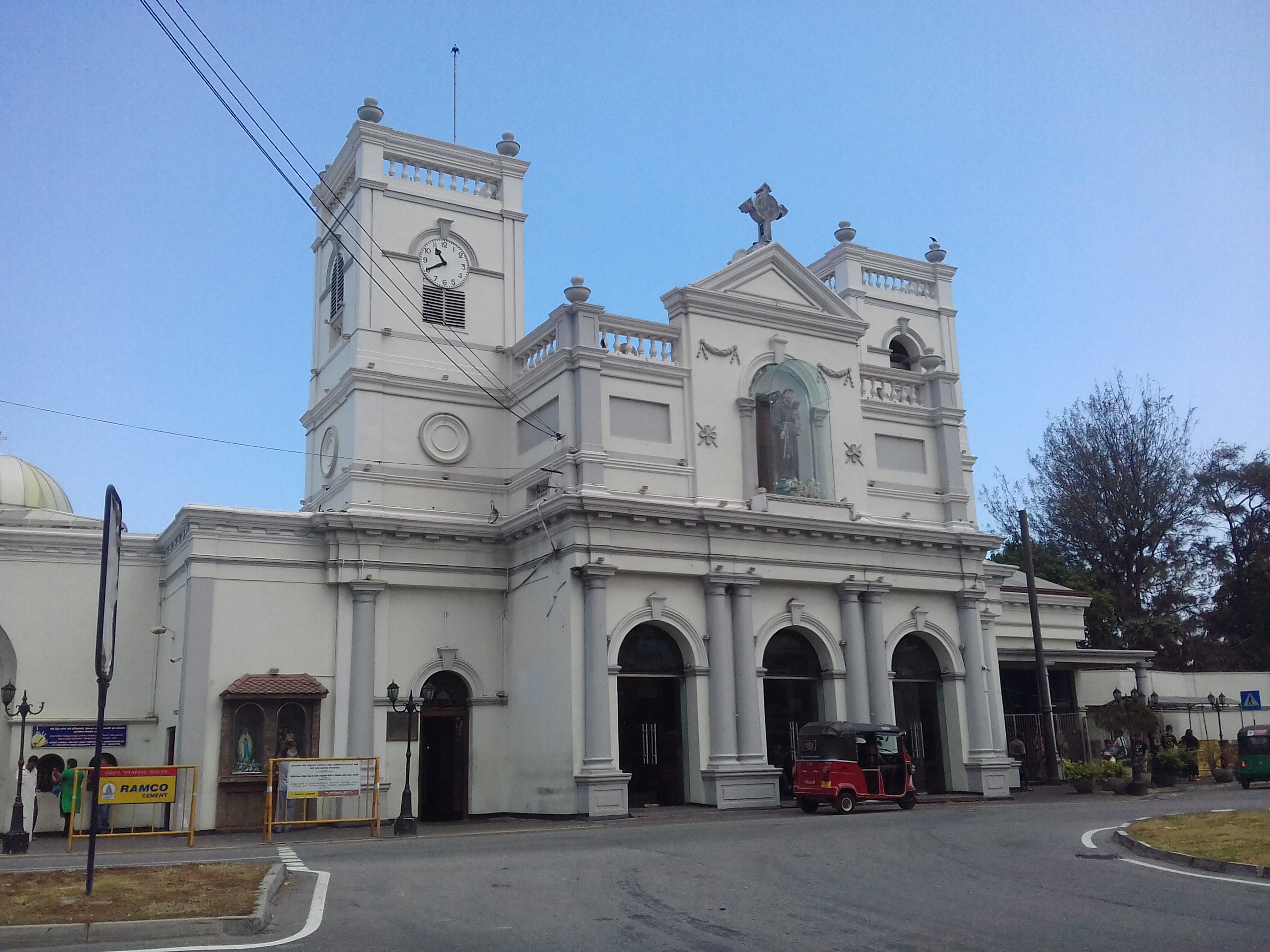
St. Antonius in Kochchikade, Colombo; hier fand der erste Anschlag statt

Shangri-La, Colombo (2016)

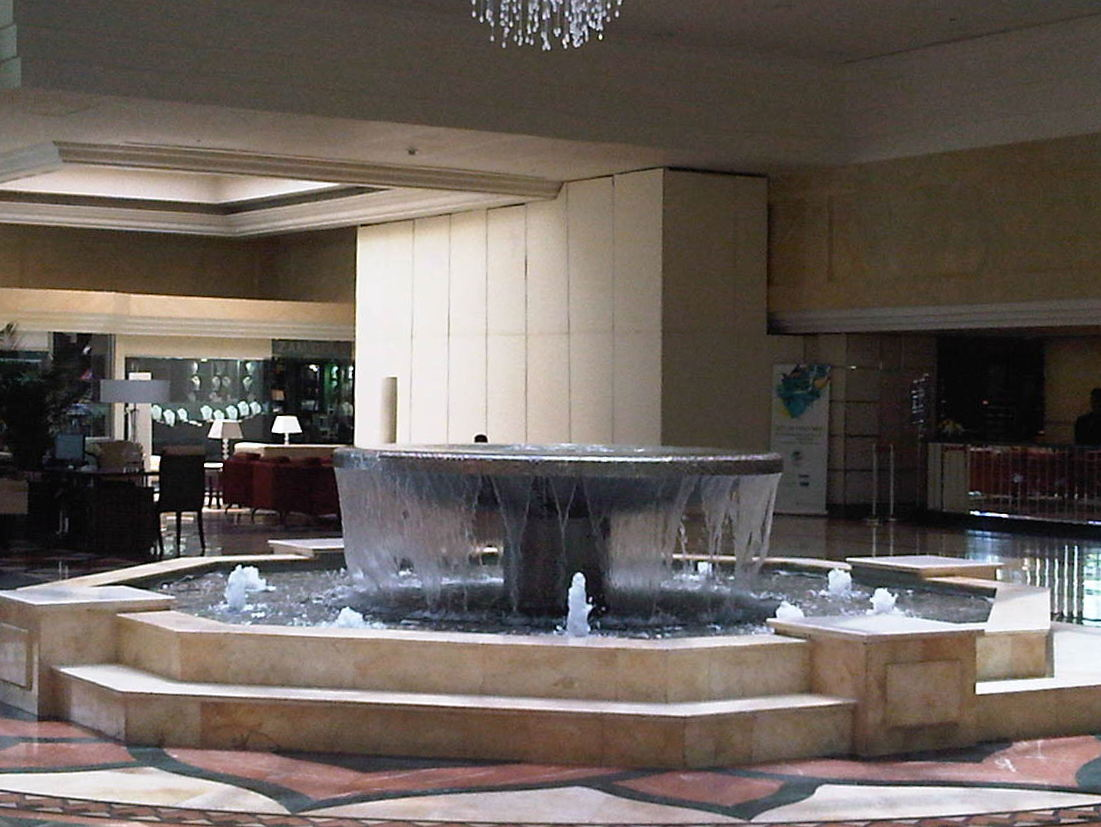
Foyer des Cinnamon Grand (2011)

The Kingsbury (2016)

Bei einer Serie von Bombenanschlägen in Sri Lanka am Ostersonntag 2019 (21. April 2019) kamen mindestens 253 Menschen ums Leben und 485 weitere Personen wurden verletzt. Zeitnah wurden drei Kirchen und drei Hotels durch Selbstmordattentäter angegriffen. Nachmittags detonierte ein Sprengsatz in einem in der Nähe des Zoo Colombo gelegen kleinem Hotel. Zu einer weiteren Explosion kam es in einem Privathaus im Zusammenhang mit einem Zugriff der Sicherheitskräfte. Die meisten Anschlagsorte befanden sich in oder nahe der de facto-Hauptstadt Colombo. Die Behörden machen eine örtliche, radikal islamistische Gruppierung und heimische Dschihadisten, die Kontakte und Verbindungen zum internationalen Terrorismus hätten, für den Terroranschlag verantwortlich. Der islamische Staat reklamierte den Anschlag für sich.

## Verlauf

### Selbstmordanschläge
Die Anschlagsserie war offenbar so geplant, dass möglichst hohe Opferzahlen entstehen sollten. So wurden die Kirchen während der Ostergottesdienste angegriffen, die Hotelrestaurants während des Frühstücks. Die ersten sechs Explosionen wurden durch Selbstmordattentäter ausgeführt. Sie ereigneten sich im Zeitraum zwischen 08:30 Uhr und 9 Uhr Ortszeit (5 Uhr und 05:30 Uhr MESZ) in drei Kirchen:
- In der historischen römisch-katholischen Kirche St. Anthony’s Shrine im Stadtteil Kochchikade in Colombo waren eintausend Gläubige zur Ostermesse versammelt, als sich die Detonation ereignete. Von den drei zelebrierenden Priestern wurden zwei schwer verletzt.[6] Es gab viele Todesopfer, darunter mindestens neun Ausländer.[7]
- Die römisch-katholische St. Sebastian’s Church in Negombo wurde schwer beschädigt. Das Dach der Kirche wurde durch die Druckwelle größtenteils abgerissen.[8] Mindestens 67 Menschen sollen hier getötet worden sein.[7] Viele Familien waren zum Gottesdienst in die Kirche gekommen, da eine Kindermesse stattfinden sollte.[9]
- In der Zion Church, einer evangelikalen Freikirche in Batticaloa an der Ostküste der Insel,[10] wurden mindestens 27 Gläubige getötet.[7]

Bomben detonierten auch in Luxushotels in Colombo. Zwei Selbstmordattentäter verübten einen Anschlag auf das Shangri-La, im Cinnamon Grand und im Kingsbury war es je ein Attentäter.
- Shangri-La: Das Hotel wurde von zwei Selbstmordattentätern angegriffen, die ihre Bomben im Abstand von zehn Sekunden zur Detonation brachten.[12] Die Explosionen erschütterten das Table One Cafe.[13] Unter den Opfern waren fünf Funktionäre der indischen Partei Janata Dal Secular.[14] Hier starb auch die prominente sri-lankische TV-Köchin Shantha Mayadunne zusammen mit ihrer Tochter.[15] Die drei dänischen Opfer kamen hier um.[16] Das Hotel gab bekannt, dass unter den Toten drei Mitarbeiter des Shangri-La seien.[15]
- Cinnamon Grand: Hier wurde der Anschlag von einem Selbstmordattentäter ausgeübt, der sich in eine Warteschlange am Frühstücksbuffet eingereiht hatte.[17][11] Vier Kellner, die das Buffet vorbereiteten, starben im hoteleigenen Taprobane Restaurant.[15]
- The Kingsbury

### Weitere Detonationen
- In einem Hotel in Dehiwala-Mount Lavinia wurden mindestens zwei Menschen getötet.[17] Wie später veröffentlichte Überwachungsvideos zeigen, war das ursprüngliche Anschlagziel das Hotel Taj Samudra, dort versuchte der Attentäter morgens im Frühstücksraum eine Sprengung herbeizuführen. Dies misslang.[18] Der Attentäter checkte darauf in einem einfachen Hotel, dem Tropical Inn ein und dort kam es später zu einer Explosion, bei der auch der Attentäter starb.[19]

- Sicherheitskräfte riegelten drei Stunden nach den Anschlägen ein Haus in Mahawila Gardens, Dematagoda, ab und nahmen dort sieben Personen fest, von denen drei medizinisch versorgt werden mussten. Bei diesem Zugriff ereignete sich auch die Detonation.[8] Drei Polizeibeamte wurden von einer einstürzenden Wand erschlagen.[20] Auch ein mutmaßlicher Selbstmordattentäter starb bei dieser achten Explosion.[8]

Sri-lankische Spezialeinheiten (SRF) stürmten ein Haus in Orugodawatta, Colombo. Am späten Sonntagabend gab die Luftwaffe bekannt, dass eine Rohrbombe am Bandaranaike International Airport entdeckt und entschärft worden sei.
Am Montag stellte die Polizei 87 Zünder für Bomben an der Bastian Mawatha Private Bus Station in Pettah sicher. Dabei handelt es sich um ein privates Busterminal des zentralen Busbahnhofs von Colombo.
Am Montag gab es eine weitere Explosion auf einer Straße nahe der St.-Antonius-Kirche, die bei der Anschlagsserie zerstört worden war: Nachdem ein Sprengsatz in einem geparkten Lieferwagen entdeckt worden war, sprengten Bombenentschärfer das Fahrzeug. Unter Passanten brach Panik aus. Eine Person wurde festgenommen und musste dabei vor der aufgebrachten Menge geschützt werden.

## Opfer
Nach ersten Einschätzungen kamen mindestens 310 Menschen ums Leben, die Zahl der Verletzten wird mit etwa 500 angegeben. Die Zahl der Toten wurde später auf 253 korrigiert. Die meisten Opfer sind Bürger Sri Lankas. Unter den Toten sind auch acht Briten, zwei davon mit zusätzlicher US-Staatsangehörigkeit. Weitere Opfer stammten aus Dänemark, den Niederlanden, Schweiz, China, Portugal und der Türkei, wie die jeweiligen Außenministerien bestätigten. Bei den dänischen Opfern handelt es sich um drei Kinder des Unternehmers und Multimilliardärs Anders Holch Povlsen. Ein Todesopfer hatte neben der US-amerikanischen auch die deutsche Staatsbürgerschaft, wie das Auswärtige Amt mitteilte.
Über 400 Verletzte wurden am 24. April noch in Krankenhäusern behandelt, manche davon befanden sich in kritischem Zustand.

### Anschlagsorte
Es gibt keine offiziellen Angaben über die Zahl der Toten und Verletzten an den verschiedenen Anschlagsorten.
| Ort des Anschlags                                              | Todesopfer     | Verletzte      |
| -------------------------------------------------------------- | -------------- | -------------- |
| Kirche St. Anthony’s Shrine, Kochchikade, Colombo (röm.-kath.) |                | mindestens 160 |
| Kirche St. Sebastian, Negombo (röm.-kath.)                     | mindestens 100 |                |
| Zion Evangelical Church, Batticaloa (ev.-freikirchlich)        | mindestens 27  | mindestens 300 |
| Shangri-La Hotel, Colombo / St. Antoniu                        | mindestens 10  |                |
| Cinnamon Grand Hotel, Colombo                                  | mindestens 4   |                |
| The Kingsbury Hotel, Colombo                                   |                |                |
| Hotel New Tropical Inn, Dehiwala-Mount Lavinia                 | 2              |                |
| Mahawila Gardens, Dematagoda                                   | 3              |                |

### Nationalitäten
| Nationalität           | Todesopfer |
| ---------------------- | ---------- |
| Sri Lanka              | 0?         |
| Vereinigtes Königreich | 08         |
| Indien                 | 08         |
| Dänemark               | 03         |
| Volksrepublik China    | 02         |
| Türkei                 | 02         |
| Australien             | 02         |
| Vereinigte Staaten     | 0?         |
| Portugal               | 01         |
| Niederlande            | 01         |
| Japan                  | 01         |
| Polen                  | 0?         |
| Marokko                | 0?         |
| Schweiz                | 02         |
| Unbekannt              | 018+       |
| Insgesamt              | 253        |

## Ermittlungen

### Reaktionen der Behörden
Mit sofortiger Wirkung  traten Notstandsbestimmungen in Kraft, die den Sicherheitsbehörden mehr Befugnisse einräumten. Die Behörden verhängten eine Ausgangssperre (zunächst von 18 Uhr bis 6 Uhr Ortszeit, 14:30 Uhr bis 02:30 Uhr MESZ). Der Dienstag nach den Anschlägen wurde zum nationalen Trauertag erklärt. Außerdem wurden soziale Medien, darunter Facebook und Instagram blockiert, um die Ausbreitung von Falschinformationen zu verhindern. Der zunächst auf zwei Monate befristete Ausnahmezustand wurde am 21. Juni 2019 überraschend und entgegen ersten Ankündigungen um einen Monat verlängert. Präsident Sirisena begründete dies mit dem weiterhin herrschenden „öffentlichen Notstand“.
Nach Polizeiangaben wurden 24 Personen festgenommen. Alle seien Bürger Sri Lankas. Man habe einen Lieferwagen sichergestellt und den Fahrer verhaftet. Mit diesem Fahrzeug, so wird angenommen, waren die Verdächtigen nach Colombo transportiert worden. Die Verhafteten seien religiöse Extremisten; weitere Einzelheiten wurden vorerst nicht genannt. Zu der Anschlagsserie bekannte sich zunächst niemand.

### Informationsstand der Behörden
Am Tag nach dem Anschlag wurde bestätigt, dass den Behörden zwar bereits am 9. April eine Terrorwarnung vorlag, die Regierung Sri Lankas aber nicht informiert worden sei. Ein Geheimdienstdossier, das vor einem bevorstehenden Anschlag warnte, zirkulierte zehn Tage vor dem Anschlag. Polizeichef Jayasundara warnte darin vor Plänen der kaum bekannten radikalislamischen Gruppe National Thowheeth Jama’ath, Selbstmordanschläge auf Kirchen und auf das Indische Hochkommissariat in Colombo zu verüben. Er berief sich dabei auf ausländische (wohl indische oder US-amerikanische) Geheimdienstinformationen. Das Dokument mit dem Titel Information of an alleged plan attack war datiert auf den 11. April 2019 und unterzeichnet vom stellvertretenden Generalinspekteur der Polizei, Priyalal Dissanayake. Es enthielt die Namen zahlreicher Verdächtiger. Diese hätten nach dem Terroranschlag auf Moscheen in Christchurch (März 2019) gegen andere Religionen gehetzt. Jedoch wird bezweifelt, dass NTJ die Fähigkeit zu einer koordinierten Anschlagsserie hatte. Unter den Staaten Südostasiens sind für Pakistan, Malaysia und den Philippinen transnational aktive Dschihadisten bekannt. Außerdem ist unklar, ob die in der Warnung mitgeteilten Details zum Ablauf der Anschlagsserie vom Ostersonntag passen. Präsident Sirisena war nach eigenen Angaben nicht über die Warnungen vor geplanten Anschlägen informiert worden. In den Medien wurde darüber spekuliert, dass die Pannen teilweise auf die angespannte Lage innerhalb der Regierung Sri Lankas zurückzuführen sei. Premierminister Ranil Wickremesinghe war 2018 zwischenzeitlich von Sirisena entlassen worden, hielt sich aber im Amt.

## Täter
Laut Angaben der Regierung gehörten die Selbstmordattentäter der gehobenen Mittelschicht an. Sie waren Teil der lokalen radikalislamischen Organisation National Thowheeth Jama’ath, welche enge Kontakte zum Islamischen Staat halten soll.

### National Thowheeth Jama’ath
Nach Informationen der New York Times konzentrierten sich die Ermittlungen auf die wenig bekannte islamistische Gruppe National Thowheeth Jama’ath. Anne Speckhard, die eine Professur für Psychiatrie an der Georgetown University hat und das International Center for the Study of Violent Extremism leitet, erklärte, es sei das Ziel von National Thowheeth Jama’ath, den weltweiten Dschihadismus nach Sri Lanka zu tragen.
Es gibt in Sri Lanka zwei islamistische Gruppen mit identem Namenskern, der übersetzt werden kann als „Bewegung für die Einheit Gottes“, eine im islamistischen Milieu beliebte Selbstbezeichnung:
- National Thowheeth Jama’ath (NTJ); diese Gruppe wird von den Ermittlungsbehörden für die Anschlagsserie verantwortlich gemacht. Sie soll eine Splittergruppe von SLTJ sein.[51] Als Anführer dieser Gruppe gilt Mohamed Zahran, der in der Geheimdienstwarnung namentlich genannt wurde.[51]
- Sri Lanka Thowheeth Jama’ath (SLTJ), eine kleine im Osten der Insel aktive Gruppierung, die bisher durch extremistische Rhetorik aufgefallen ist sowie durch Vandalismus gegen buddhistische Statuen in Mawanella.[46] Vier Mitglieder der Gruppe wurden deswegen im Januar 2019 verhaftet.[44] Der Sekretär, Abdul Razik, war bereits 2016 wegen festgenommen worden,[50] ihm wurde Aufstachelung zum Hass gegen Buddhisten vorgeworfen. Später entschuldigte er sich für seine Äußerungen.[51] Einer des wegen des Mawanella-Vorfalls Verhafteten soll mit einem der Selbstmordattentäter identisch sein.[29]

Am nächsten Tag kam der Nationale Sicherheitsrat zu einer Notfallbesprechung mit der Armeeführung zusammen. Ein Regierungssprecher machte National Thowheeth Jama’ath für die Anschläge verantwortlich. Man vermute, die Gruppe habe internationale Hilfe erhalten. Präsident Maithripala Sirisena kündigte an, internationale Unterstützung für die Aufklärung der Hintergründe anzufragen. Interpol kündigte bereits an, ein Incident Response Team nach Sri Lanka zu entsenden.

### Islamischer Staat
Der Islamische Staat gibt an, an dem Angriff beteiligt gewesen zu sein. Die Terrororganisation veröffentlichte die Namen der sieben Selbstmordattentäter zusammen mit einem Video, in dem diese dem IS die Treue schwören. Der Führer der Organisation, der selbsternannte Kalif Abu Bakr al-Baghdadi, präsentierte sich wenige Tage nach dem Anschlag erstmals seit Juli 2014 in einer Videoansprache der Öffentlichkeit, in der er die Anschläge lobt und als beispielhaft für die neue Strategie des IS nach der Zerschlagung seiner Herrschaftsstrukturen im Irak und in Syrien darstellt. Der Kampf werde sich nun hauptsächlich gegen Christen richten und die Form eines international geführten „Abnutzungskriegs“ annehmen, in dem sich der IS lokaler Akteure wie in Sri Lanka bedienen wolle. In dem Teil der Ansprache, der von Sri Lanka handelt, ist Al-Baghdadi allerdings nicht zu sehen, sondern nur seine Stimme zu hören, was eine nachträgliche Einfügung dieser Passage denkbar macht.

## Hintergründe
Die Spannungen zwischen den verschiedenen Religionsgemeinschaften hatten in Sri Lanka zuletzt zugenommen. Im März 2018 war der Notstand verhängt worden. Auslöser war der Angriff muslimischer Jugendlicher auf einen singhalesischen Lastwagenfahrer nach einem Verkehrsunfall. Der Fahrer kam demnach dabei ums Leben. Mitglieder der buddhistisch-singhalesischen Bevölkerungsmehrheit hätten daraufhin eine Moschee und Eigentum von Muslimen angegriffen. Der ultranationalistische Buddhismus war erstarkt, der von der Organisation Bodu Bala Sena angeführt wird, die als Ziel angibt, die Religion zu verteidigen. Laut Zeit online schüren „radikale buddhistische Mönche ... Hass und Gewalt vor allem gegen die muslimische, aber auch gegen die christliche Minderheit.“ Im Jahr 2018 gab es 86 bestätigte Vorfälle von Übergriffen gegen Christen, im Jahr 2019 wurden bislang 26 derartige Zwischenfälle registriert. Am Palmsonntag 2019 (zugleich Neujahr des singhalesischen Kalenders) war eine methodistische Kirche in Kumbichchikulama im Distrikt Anuradhapura zum Ziel eines Angriffs geworden. Ein Mob von Singhalesen hatte das Gebäude mit Steinwürfen und Feuerwerkskörpern attackiert, so dass die wenigen Christen im Kirchenraum gefangen waren. Der methodistische Bischof Asiri Perera wurde bei seiner Ankunft umringt und bedroht; er wies darauf hin, dass unter den Angreifern keine buddhistischen Mönche gewesen seien.
Laut Terrorismus-Experte Peter Neumann können die Anschläge nicht als Racheakt für den Terroranschlag auf zwei Moscheen in Christchurch angesehen werden, da die Anschlagsplanungen bereits vorher begonnen hatten. Die Anschläge sind demnach eher im Kontext des islamistischen Dschihadismus zu verstehen.

## Reaktionen

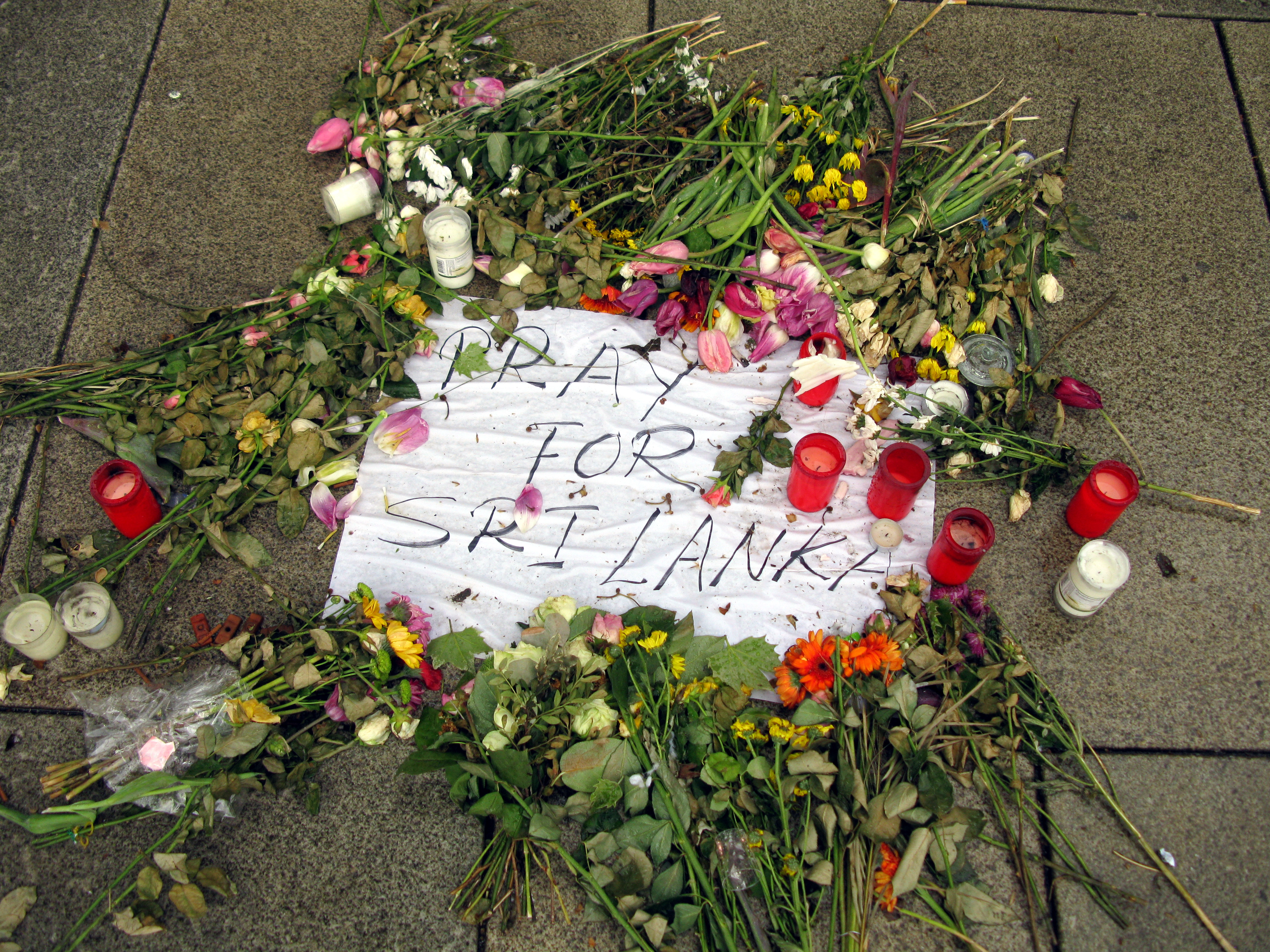
Gedenkbekundung in Freiburg im Breisgau

### Massive Kritik an sozialen Netzwerken
Die Islamisten konnten zuvor ungehindert ihre Hasspredigten in sozialen Netzwerken verbreiten. Obwohl der islamische Hassprediger Zahran Hashim geheimdienstlich bekannt war, wurden seine Hasspredigten nicht von YouTube gelöscht. Laut YouTube würden seine Hasspredigten nicht gegen die Richtlinien verstoßen. Dafür ernteten die sozialen Medien sehr viel Kritik, da Terroristen öffentlich für Intoleranz werben und somit neue Mitglieder rekrutieren konnten.

### Explosionen, Schießereien und Ausreise von Touristen
Tage nach dem Terrorangriff auf Christen haben Polizisten und Militär Bombenmaterial und Sprengstoffwesten sichern können. Dabei kam es zu Schießereien und Explosionen. Dutzende Menschen kamen ums Leben. Der Reiseveranstalter TUI schaffte Touristen, die sich nach Buchungen bei TUI dort aufhielten, vorsichtshalber außer Landes.